# 迪法恩斯縣 (俄亥俄州)
迪法恩斯縣（英語：Defiance County）是美國俄亥俄州西北部的一個縣，西鄰伊利諾伊州。面積1,073平方公里。根據美國2000年人口普查，共有人口39,500人。縣治迪法恩斯 (Defiance)。
成立於1820年2月12日，縣名來自築以防衛印地安人的迪法恩斯堡 (Fort Defiance)，指的是印地安人的挑戰。